# Марцијале-Морели (Фрозиноне)
Марцијале-Морели је насеље у Италији у округу Фрозиноне, региону Лацио.
Према процени из 2011. у насељу је живело 110 становника. Насеље се налази на надморској висини од 269 м.